# Johan Didrik Behrens

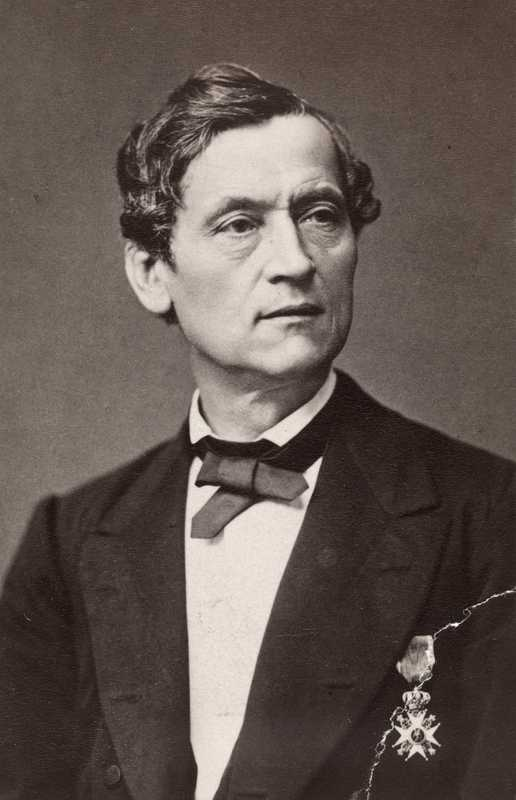
Johan Didrik Behrens, um 1885

Johan Didrik Behrens (* 26. Februar 1820 in Bergen, Norwegen; † 29. Januar 1890 in Kristiania, heute Oslo) war ein norwegischer Komponist und Chordirigent.
Er begann ein Theologiestudium in Kristiania, brach das Studium aber ab, um sich dem Gesang zu widmen. In der Musik war er im Wesentlichen Autodidakt, hatte aber später Unterricht bei Friedrich August Reißiger. Als Student gründete er während der 1840er Jahre ein Männerquartett, das sich großer Beliebtheit erfreute, und das die Grundlage eines 12-köpfigen Männerchors bildete. Er wurde Nachfolger von Halfdan Kjerulf als Dirigent des norwegischen Studentengesangvereins (Studentersangforeningen) und blieb in dieser Funktion 40 Jahre lang. 1847 gründete er noch einen anderen Gesangverein (Handelsstandens Sangforening), und auch diesen Verein betreute er 40 Jahre lang. 1875 gründete er den Elitechor Johaniterne.
Als Verleger gab er insgesamt 41 Chorbücher heraus, die mehr als 700 Kompositionen für Männerchor umfassen. Ein Teil dieser Kompositionen stammt aus seiner eigenen Hand. Zahlreiche beliebte Lieder erschienen hier zum ersten Mal, u. a. die heutige norwegische Nationalhymne, Ja, vi elsker dette landet.
1869 und 1878 bekam er königliche Auszeichnungen: den Sankt-Olav-Orden und die Verdienstmedaille von Oskar II.